# Augusta Luisa di Württemberg-Oels
Augusta Luisa di Württemberg-Oels (Bernstadt, 21 gennaio 1698 – Slesia, 4 gennaio 1739) era una Duchessa di Württemberg-Oels per nascita e per matrimonio Duchessa di Sassonia-Weissenfels-Barby.

## Biografia
Nata a Bernstadt (ora chiamata Bierutów), capitale del ducato di Bernstadt in Slesia, era l'unica figlia del Duca Cristiano Ulrico I di Württemberg-Oels e della sua terza moglie, Sofia Guglielmina, una figlia di Enno Luigi, Principe della Frisia orientale.
Sua madre morì quattordici giorni dopo la sua nascita (4 febbraio 1698), probabilmente per le complicazioni del parto. Dai precedenti matrimoni di suo padre, Augusta Luisa aveva quattordici fratellastri e sorellastre maggiori, di cui solo quattro raggiunsero l'età adulta: Luisa Elisabetta, per matrimonio Duchessa di Sassonia-Merseburg-Lauchstädt, Sofia Angelica, per matrimonio Duchessa di Sassonia-Zeitz-Pegau-Neustadt, entrambe nate dal primo matrimonio di Cristiano Ulrico I con Anna Elisabetta di Anhalt-Bernburg, Carlo Federico II di Württemberg-Oels e Cristiano Ulrico II di Württemberg-Wilhelminenort, entrambi figli del secondo matrimonio di Cristiano Ulrico I con Sibilla Maria di Sassonia-Merseburg.

## Matrimonio
A Forst il 18 febbraio 1721, Augusta Luisa sposò Giorgio Alberto, Duca di Sassonia-Weissenfels-Barby. Appena otto anni dopo, nel 1728, Giorgio Alberto ereditò i domini paterni.
Il matrimonio, completamente infelice e senza figli terminò con il divorzio nel 1732. Augusta Luisa si ritirò nel castello di Skarsine in Slesia, dove morì a 40 anni, e cinque mesi prima del suo ex marito. Fu sepolta nella  Schloss Stadtkirche St.Johannis ad Oels.

## Ascendenza
|                                              |                                         |                                                | Genitori                                      |  |  | Nonni |  |  | Bisnonni                                         |  |  | Trisnonni                         |  |
|                                              |                                         |                                                |                                               |  |  |       |  |  | Julius Friedrich, duca di Württemberg-Weiltingen |  |  | Friedrich I, duca del Württemberg |  |
|                                              |                                         |                                                |                                               |  |  |       |  |  | Julius Friedrich, duca di Württemberg-Weiltingen |  |  | Friedrich I, duca del Württemberg |  |
|                                              |                                         | Sibylla von Anhalt                             |                                               |  |  |       |  |  | Julius Friedrich, duca di Württemberg-Weiltingen |  |  |                                   |  |
| Silvius I Nimrod, duca di Württemberg-Oels   |                                         |                                                |                                               |  |  |       |  |  | Julius Friedrich, duca di Württemberg-Weiltingen |  |  |                                   |  |
|                                              |                                         | Anna Sabina von Schleswig-Holstein-Sonderburg  | Johann, duca di Schleswig-Holstein-Sonderburg |  |  |       |  |  |                                                  |  |  |                                   |  |
|                                              |                                         | Anna Sabina von Schleswig-Holstein-Sonderburg  | Johann, duca di Schleswig-Holstein-Sonderburg |  |  |       |  |  |                                                  |  |  |                                   |  |
|                                              |                                         | Anna Sabina von Schleswig-Holstein-Sonderburg  | Agnes Hedwig von Anhalt                       |  |  |       |  |  |                                                  |  |  |                                   |  |
| Christian Ulrich I, duca di Württemberg-Oels |                                         | Anna Sabina von Schleswig-Holstein-Sonderburg  |                                               |  |  |       |  |  |                                                  |  |  |                                   |  |
|                                              |                                         | Karl Friedrich I, duca di Münsterberg-Oels     | Karl II, duca di Münsterberg-Oels             |  |  |       |  |  |                                                  |  |  |                                   |  |
|                                              |                                         | Karl Friedrich I, duca di Münsterberg-Oels     | Karl II, duca di Münsterberg-Oels             |  |  |       |  |  |                                                  |  |  |                                   |  |
|                                              |                                         | Karl Friedrich I, duca di Münsterberg-Oels     | Elisabeth Magdalena von Brieger               |  |  |       |  |  |                                                  |  |  |                                   |  |
| Elisabeth Marie von Münsterberg-Oels         |                                         | Karl Friedrich I, duca di Münsterberg-Oels     |                                               |  |  |       |  |  |                                                  |  |  |                                   |  |
|                                              |                                         | Anna Sophia von Sachsen-Weimar                 | Friedrich Wilhelm I, duca di Sassonia-Weimar  |  |  |       |  |  |                                                  |  |  |                                   |  |
|                                              |                                         | Anna Sophia von Sachsen-Weimar                 | Friedrich Wilhelm I, duca di Sassonia-Weimar  |  |  |       |  |  |                                                  |  |  |                                   |  |
|                                              |                                         | Anna Sophia von Sachsen-Weimar                 | Anna Maria von Pfalz-Neuburg                  |  |  |       |  |  |                                                  |  |  |                                   |  |
| Sofie Angelika von Württemberg-Oels          |                                         | Anna Sophia von Sachsen-Weimar                 |                                               |  |  |       |  |  |                                                  |  |  |                                   |  |
|                                              | Ulrich II, conte della Frisia orientale | Enno III, conte della Frisia orientale         |                                               |  |  |       |  |  |                                                  |  |  |                                   |  |
|                                              | Ulrich II, conte della Frisia orientale | Enno III, conte della Frisia orientale         |                                               |  |  |       |  |  |                                                  |  |  |                                   |  |
|                                              | Ulrich II, conte della Frisia orientale | Anna von Schleswig-Holstein-Gottorf            |                                               |  |  |       |  |  |                                                  |  |  |                                   |  |
| Enno Ludwig, principe della Frisia orientale | Ulrich II, conte della Frisia orientale |                                                |                                               |  |  |       |  |  |                                                  |  |  |                                   |  |
|                                              |                                         | Juliane von Hessen-Darmstadt                   | Ludwig V, langravio d'Assia-Darmstadt         |  |  |       |  |  |                                                  |  |  |                                   |  |
|                                              |                                         | Juliane von Hessen-Darmstadt                   | Ludwig V, langravio d'Assia-Darmstadt         |  |  |       |  |  |                                                  |  |  |                                   |  |
|                                              |                                         | Juliane von Hessen-Darmstadt                   | Magdalena von Brandenburg                     |  |  |       |  |  |                                                  |  |  |                                   |  |
| Sophie Wilhelmine von Ostfriesland           |                                         | Juliane von Hessen-Darmstadt                   |                                               |  |  |       |  |  |                                                  |  |  |                                   |  |
|                                              |                                         | Albrecht Friedrich I, conte di Barby-Mühlingen | Jobst, conte di Barby-Mühlingen               |  |  |       |  |  |                                                  |  |  |                                   |  |
|                                              |                                         | Albrecht Friedrich I, conte di Barby-Mühlingen | Jobst, conte di Barby-Mühlingen               |  |  |       |  |  |                                                  |  |  |                                   |  |
|                                              |                                         | Albrecht Friedrich I, conte di Barby-Mühlingen | Sophie von Schwarzburg-Rudolstadt             |  |  |       |  |  |                                                  |  |  |                                   |  |
| Sophie von Barby-Mühlingen                   |                                         | Albrecht Friedrich I, conte di Barby-Mühlingen |                                               |  |  |       |  |  |                                                  |  |  |                                   |  |
|                                              |                                         | Sophie Ursula von Oldenburg-Delmenhorst        | Anton II, conte di Oldenburg-Delmenhorst      |  |  |       |  |  |                                                  |  |  |                                   |  |
|                                              |                                         | Sophie Ursula von Oldenburg-Delmenhorst        | Anton II, conte di Oldenburg-Delmenhorst      |  |  |       |  |  |                                                  |  |  |                                   |  |
|                                              |                                         | Sophie Ursula von Oldenburg-Delmenhorst        | Sibylle Elisabeth von Braunschweig-Dannenberg |  |  |       |  |  |                                                  |  |  |                                   |  |
|                                              |                                         | Sophie Ursula von Oldenburg-Delmenhorst        |                                               |  |  |       |  |  |                                                  |  |  |                                   |  |